# Jessica Degenhardt
Jessica Doreen Degenhardt (* 21. April 2002 in Dresden) ist eine deutsche Rennrodlerin.

## Karriere
Jessica Degenhardt kam 2010 durch ihren Bruder zum Rodelsport. Sie begann beim PSV Elbe Dresden und startet heute für den RRC Altenberg und besucht mit dem „Glückauf“-Gymnasium Dippoldiswalde/Altenberg eine Eliteschule des Sports. Sie gehört dem deutschen Nationalteam im Perspektivkader an und wird sowohl dort als auch im Verein von Steffen Sartor trainiert. Eine Stärke ist ihre Athletik, sie schneidet bei den Athletiktests des BSD meist sehr gut ab.
Ihre erste Saison im Jugendbereich (Jugend B) bestritt Degenhardt 2015/16 und erreichte schon in dieser Saison erste nennenswerte Erfolge. Sie gewann bei der Dreibahntournee Altenberg, gewann die Saisoneröffnung auf der Rennschlitten- und Bobbahn Altenberg, wurde sächsische Meisterin und gewann die Landesjugendspiele in Altenberg. Zudem gewann sie den Deutschen-Jugend-B-Cup in Oberhof und die deutsche B-Jugendmeisterschaft in Winterberg. Beim 36. FIL-Sommercup in Zwickau kam sie auf den zweiten Platz.
In der Saison 2016/17 rückte sie in die Jugend A auf. In Altenberg gewann sie die Erzgebirgsmeisterschaft. Die Deutsche Meisterschaft in Winterberg beendete sie als Vizemeisterin. In ihrem ersten Rennen im Jugend-A-Weltcup belegte sie in Innsbruck den sechsten Platz, die folgenden Rennen in Oberhof, Altenberg und Winterberg gewann sie ebenso wie den Jugend-A-Cup Oberhof. Zudem gewann sie die Gesamtwertung des Weltcups. Den 37. FIL-Sommercup Zwickau gewann Degenhardt.
Auch die Saison 2017/18 bestritt sie im Jugend-A-Bereich. Bei den Deutschen A-Jugendmeisterschaften auf ihrer Heimbahn in Altenberg gewann sie den Titel. Im Weltcup rückte sie in den Juniorinnenbereich auf und kam abgesehen vom fünften Saisonrennen in Innsbruck als 21. immer unter sie besten sechs, erreichte aber auch einzig in Oberhof mit zwei dritten Rängen zum Saisonauftakt Podiumsplatzierungen. In der Gesamtwertung belegte sie Platz fünf. Bei den Juniorenweltmeisterschaften 2018 auf ihrer Heimbahn erreichte sie hinter der Favoriten Jessica Tiebel und der Russin Tatjana Zwetowa den Bronzerang, die sie als Viertplatzierte in Winterberg bei den Junioreneuropameisterschaften 2018 als Viertplatzierte noch verpasst hatte. Zu diesem Zeitpunkt war sie erst 15 Jahre alt und damit nennenswert jünger als die meisten ihrer Mitbewerberinnen, was den Medaillengewinn zu einer Überraschung machte. Zusätzlich gewann sie erneut die nun 38. Auflage des FIL-Sommercups in Zwickau.

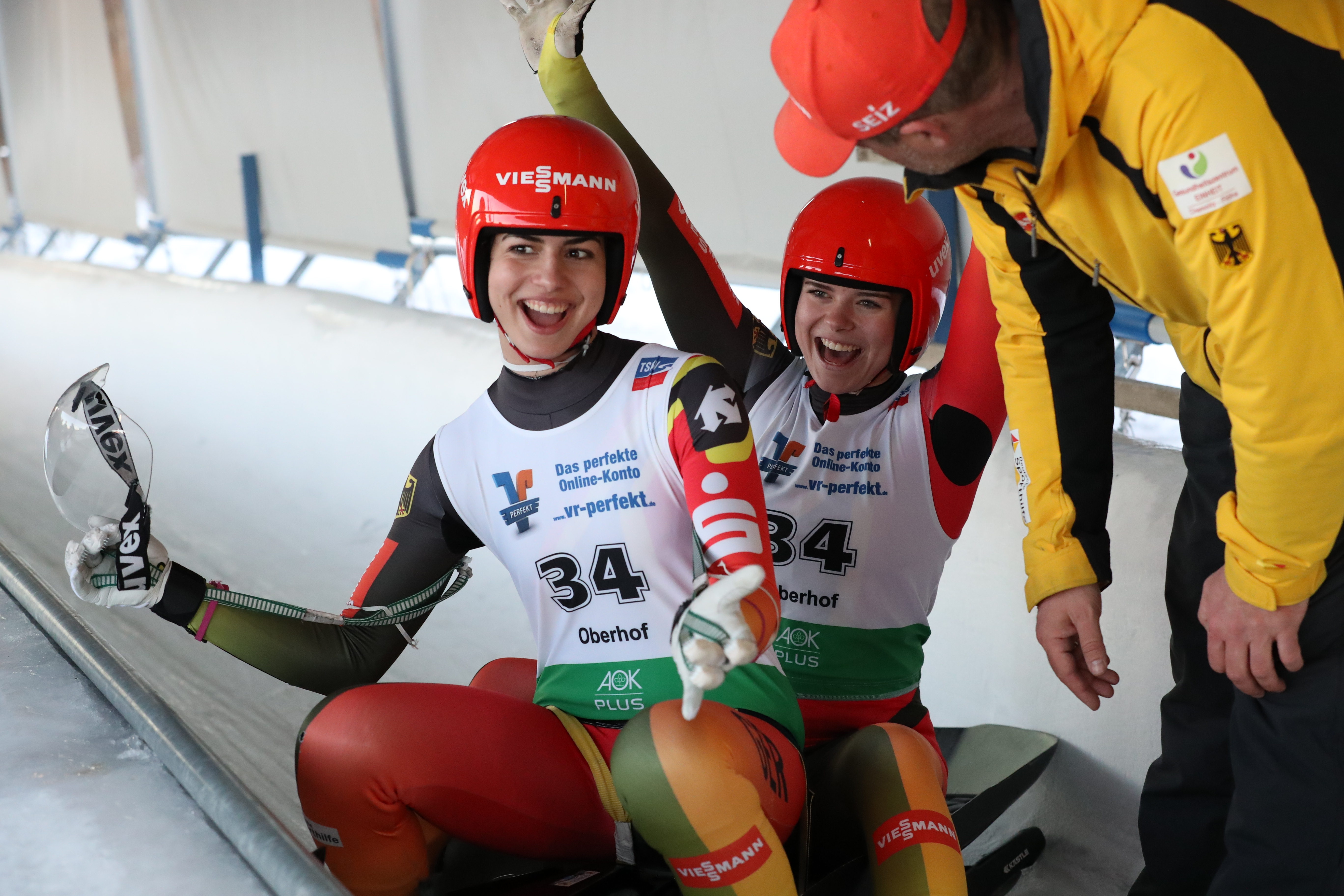
Degenhardt/Schneider im Ziel beim A-Jugend-Doppelsitzer-Weltcuprennen in Oberhof 2019

Auch 2018/19 startete Degenhardt bei den Juniorinnen im Weltcup. In Oberhof gewann sie zum Auftakt der Saison ihr erstes Rennen des Junioren-Weltcups und gewann zudem das Staffelrennen mit dem deutschen Team. In Winterberg folgte ein zweiter Rang, in Calgary wurde sie Dritte. Auch die übrigen Rennen erreichte Degenhardt stets einstellige Ränge. In der Gesamtwertung musste sie sich mit 402 Punkten einzig der Russin Zwetowa um 15 Punkte geschlagen geben, ihre Teamkameradin Anna Berreiter verwies sie um einen Punkt auf Platz drei, profitierte dabei aber von einem Ausfall Berreiters, die abgesehen vom vorletzten Saisonrennen immer vor Degenhardt platziert war, im letzten Saisonrennen. Zudem startete sie mit Vanessa Schneider bei den in der Saison erstmals durchgeführten Rennen im Doppelsitzer der Mädchen. Dieser wurde nur bei den A-Jugendlichen ausgetragen. Degenhardt und Schneider kamen eher zufällig als geplant zu dieser Disziplin. Schon bei ihrem ersten gemeinsamen Rennen in St. Moritz belegten sie hinter ihren Teamkameradinnen Anka Jänicke und Saskia Schirmer, die ebenfalls ihr erstes internationales Rennen in dieser Disziplin bestritten den Silberrang. Die beiden restlichen Saisonrennen in Winterberg und Oberhof gewannen Degenhardt/Schneider und wurden am Ende Zweite in der Gesamtwertung hinter Caitlin Nash und Natalie Corless, die die drei ersten Saisonrennen in Übersee gewonnen hatten, aber jeweils nur zwei oder gar ein Konkurrenzteam hatten. Das erste Rennen in St. Moritz war zugleich die Junioreneuropameisterschaften 2019, bei denen Degenhardt zudem im Einzel Rang fünf erreichte. Bei den Juniorenweltmeisterschaften 2019 in Igls wurde Degenhardt hinter Cheyenne Rosenthal und Verena Hofer erneut Dritte.

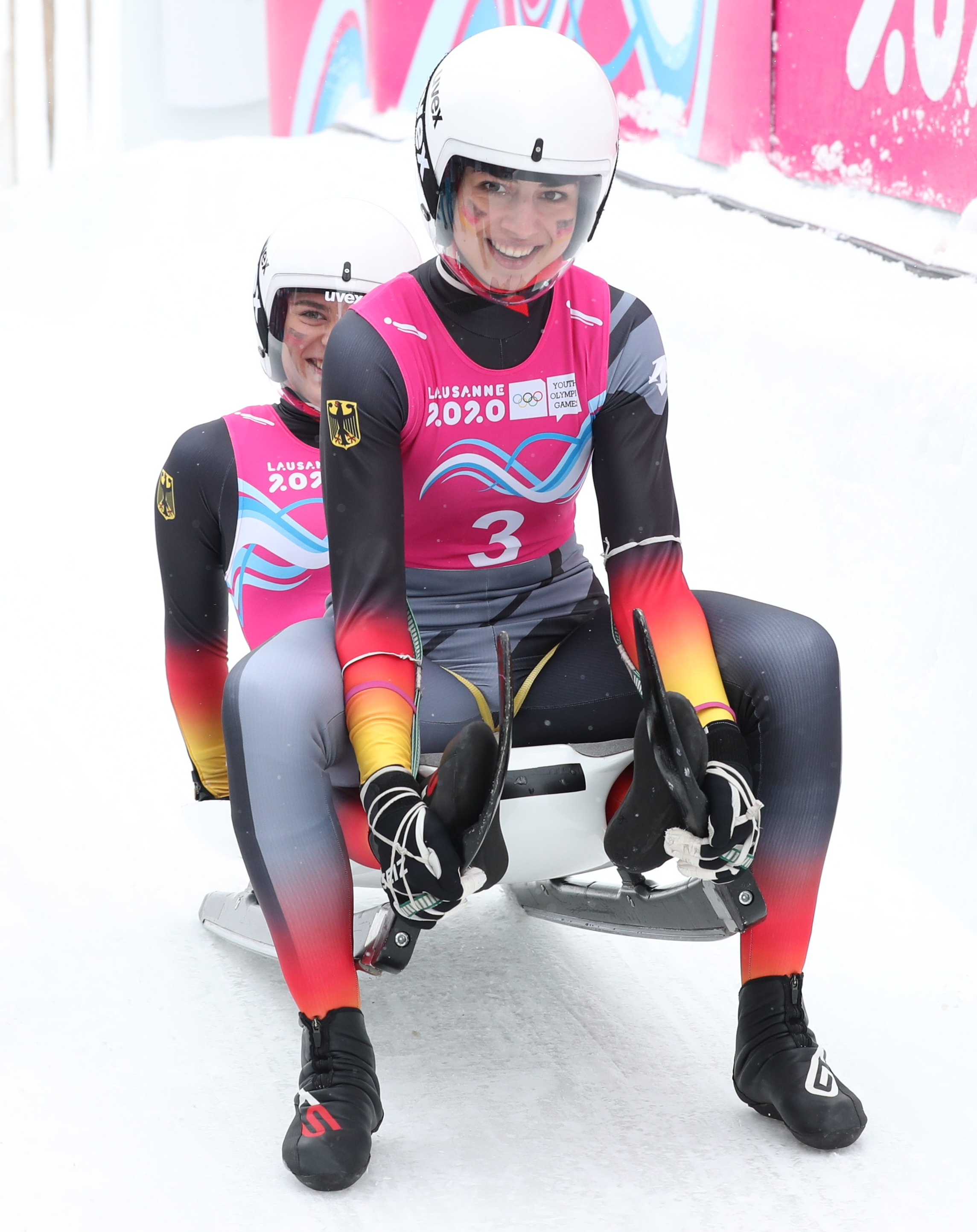
Degenhardt/Schneider im Ziel: Gewinner der ersten olympischen Goldmedaille im Frauendoppelsitzer

Im Sommer 2019 gewann Degenhardt mit der 27. Auflage des FIL-Sommerrodel-Cups in Ilmenau das wichtigste Rennrodelrennen auf einer Sommerbahn und beendete damit die acht Jahre andauernde Siegesserie von Dajana Eitberger. Die Saison 2019/20 stand ganz im Zeichen der Olympische Jugend-Winterspiele 2020 in Lausanne, zu denen alles ausgerichtet war. Degenhardt sollte sowohl im weiblichen Doppelsitzer mit Vanessa Schneider der in der Schweiz seine olympische Premiere gab, als auch im Einzel antreten. Ziel war wenn alles gut klappte zudem der Start im Teamwettbewerb und damit dreimal Gold. Deshalb musste sie auch wieder im Jugend-Weltcup antreten, den sie neben dem der Juniorinnen bestritt. Sie begann mit zwei Siegen in Igls, mit Schneider im Doppelsitzer sowie im Einzelrennen. Zudem wurde sie im zweiten Einzelrennen in Igls Zweite hinter Kailey Allan aus Kanada. Das zweite Rennen im Doppel beendeten Degenhardt/Schneider nach einem Sturz nicht. Es folgte im Dezember 2019 eine regelrechte Siegesserie. In Königssee fanden wieder jeweils zwei Rennen im Einzel und Doppel des Junioren-Weltcups statt die alle gewonnen wurden. Danach fuhr Degenhardt in Altenberg im Juniorinnen-Weltcup und gewann auch hier beide Einzelrennen sowie bei de Staffelrennen mit Max Ewald, Jakob Jannusch und Mathis Ertel. Zudem gewann sie mit Schneider das Doppelrennen der Juniorinnen. Nach dem Jahreswechsel fanden die Olympischen Jugendspiele statt, die Schlittenrennen wurden auf der Traditionsbahn von St. Moritz ausgetragen. Degenhardt war bei der Eröffnungsfeier von St. Moritz die deutsche Fahnenträgerin. Etwas überraschend musste sich Degenhardt im Einzelrennen ihrer Teamkollegin Merle Fräbel geschlagen geben, gewann einen Tag später aber überlegen mit Schneider die erste jeweils vergebene olympische Goldmedaille im Frauen-Doppelsitzer. Dabei verwiesen sie die Kanadierinnen Caitlin Nash und Natalie Corless, die zuvor schon ihr Debüt als erstes Frauendoppel im Weltcup gegeben hatten auf den zweiten Rang. Die wohl größten Konkurrenten Selina Egle und Lara Kipp aus Österreich konnte nicht antreten, weil sich Egle im Training den Fuß gebrochen hatte. Durch Fräbels Gewinn der Einzelgoldmedaille qualifizierte diese sich für den Mannschaftswettbewerb und gewann mit der deutschen Mannschaft hinter Russland Silber. Nachdem sich Jessica Tiebel aus dem laufenden Rennbetrieb der Saison 2019/20 zurückgezogen hatte, rückte Degenhardt nach ihren herausragenden Leistungen im Jugend- und Juniorinnenbereich in der Saison für das letzte Saisonrennen am Königssee in das Weltcupteam auf. Zunächst musste sie sich über das Nationencuprennen für das Hauptrennen im Weltcup qualifizieren, was als Zweitplatzierte hinter Sandra Robatscher mit Bravour gelang. Mit Rang elf gelang ihr ein überzeugender Einstand in der Eliteklasse, bei dem sie die Top-Ten-Ränge nur um einen Platz und 0,02 Sekunden gegenüber Sandra Robatscher verpasste, nachdem sie nach dem ersten Durchgang noch Neunte war. In der Gesamtwertung erreichte sie mit 34 Punkten punktgleich mit der Polin Natalia Jamróz den 43. Platz.
Zwei Wochen nach den Jugendspielen wurde die Saison in Winterberg fortgesetzt. Im Junioren-Weltcuprennen, der zugleich auch zu den Junioren-Europameisterschaften 2020 gehörte, gewann Degenhardt hinter der Italienerin Verena Hofer die Silbermedaille. Das folgende Rennen auf derselben Bahn gewann sie ebenso wie das Doppelrennen am Tag zuvor im Jugend-Weltcup. Mitte Februar gewann Degenhardt bei den Rennrodel-Juniorenweltmeisterschaften 2020 in Oberhof sowohl im Einzel vor der Russin Diana Loginowa und der Österreicherin Lisa Schulte als auch gemeinsam mit Moritz Bollmann sowie dem Doppel Max Ewald und Jakob Jannusch im Teamstaffelrennen die Goldmedaille. Im Gesamtweltcup der Juniorinnen gewannen Degenhardt/Schneider trotz des Sturzes im zweiten Saisonrennen überlegen mit fünf Saisonsiegen bei sechs Rennen mit 500 Punkten die Gesamtwertung vor ihren Teamkameradinnen Luisa Romanenko und Pauline Patz sowie dem österreichischen Doppel Egle/Kipp. Auch die Einzelwertung gewann Degenhardt mit der optimalen Ausbeute von 400 Punkten bei vier Siegen aus den vier der sechs Saisonrennen, bei denen sie antrat. Sie verwies ihre Mannschaftskolleginnen Melina Cielaszyk und Merle Fräbel auf die Plätze. In der Gesamtwertung des Weltcups der Juniorinnen wurde sie hinter Verena Hofer mit 385 Punkten Zweite, wobei Hofer alle fünf Degenhardt nur vier der Rennen bestritten hatte.
Die Saison 2020/21 im Juniorenbereich fiel aufgrund der COVID-19-Pandemie aus, Degenhardt kam damit zu keinem Rennstart. Bei den Deutschen Meisterschaften 2021 in Altenberg, ihren ersten nationalen Titelkämpfen, gelang Degenhardt der Gewinn der Bronzemedaille im Einsitzer der Frauen, was auch den Deutschen Meistertitel in der Juniorinnenwertung bedeutete. Zudem gewann sie gemeinsam mit Moritz Bollmann und dem Doppelsitzer um Hannes Orlamünder und Paul Gubitz die Silbermedaille im Teamstaffelwettbewerb. Für die Saison 2021/22 wurde sie für den Weltcup der Juniorinnen-Einsitzer nominiert. Für die ersten beiden Rennen des Frauen-Doppelsitzer-Weltcups im Rahmen der Weltcupstation in La Plagne, der im Rahmen des Junioren-Weltcups stattfand, wurde sie gemeinsam mit Cheyenne Rosenthal nominiert. Den Saisonauftakt gewannen die beiden mit einem deutlichen Vorsprung von mehr als einer halben Sekunde vor ihren teaminternen Konkurrentinnen Luisa Romanenko und Pauline Patz sowie Chevonne Forgan und Sophia Kirkby aus den Vereinigten Staaten; auch beim zweiten Rennen der Saison gelang der Weltcupsieg, erneut vor Romanenko/Patz, auf Rang 3 landeten Anda Upīte und Sanija Ozoliņa. Beim Junioren-Weltcup in Innsbruck-Igls trat Degenhardt nur im Einsitzer an, da Rosenthal beim parallel stattfindenden Nationencup in Altenberg antrat, und gewann vor ihrer Teamkollegin Merle Fräbel. Bei der Doppel-Weltcupveranstaltung in Oberhof trat sie erneut in beiden Disziplinen an und siegte im Rahmen des ersten Events im Einsitzer und Doppelsitzer.
Bei den erstmals ausgetragenen Doppelsitzer-Weltmeisterschaften 2022 in Winterberg gewann Degenhardt mit ihrer Doppel-Partnerin Cheyenne Rosenthal den Titel.
Gemeinsam mit Cheyenne Rosenthal ging sie fortan im Doppelsitzer-Weltcup an den Start, der 2022/23 erstmals im Rahmen der Senioren-Weltcupserie ausgetragen wurde. Dort erreichte das Duo Degenhardt/Rosenthal mit Ausnahme von zwei Sprint-Rennen ausschließlich Podestplatzierungen: Neben zwei Weltcup-Siegen in Winterberg und in Sankt Moritz–Celerina standen vier zweite Plätze (Innsbruck, Park City, Altenberg, zweiter Weltcup in Winterberg) und vier dritte Plätze (Whistler, Park City (Sprint-Rennen), beide Weltcups in Sigulda, wobei eines der Rennen gleichzeitig die Europameisterschaft war) zu Buche. In der Weltcup-Gesamtwertung belegte das Doppel Rosenthal/Degenhardt den dritten Rang. Beim Saisonhöhepunkt, der Weltmeisterschaft 2023 in Oberhof, holte Cheyenne Rosenthal mit Jessica Degenhardt den Titel in der Doppelsitzer- sowie der Doppelsitzer-Sprint-Wertung.
Die Saison 2023/24 verlief für Degenhardt/Rosenthal ebenfalls erfolgreich: Insgesamt sechs Weltcups konnte das Doppel für sich entscheiden und damit die Weltcup-Wertung der Einzelrennen (ohne Sprints) gewinnen. Im Gesamtweltcup stand am Ende Platz zwei zu Buche. Bei den im Rahmen des Weltcups in Innsbruck-Igls ausgetragenen Europameisterschaften 2024 holte das Doppel Gold. Auch bei den deutschen Meisterschaften in Altenberg war das Duo erfolgreich und gewann sowohl die Einzelwertung als auch mit der Teamstaffel. Der Saisonhöhepunkt, die Weltmeisterschaften in Altenberg, jedoch verlief enttäuschend, als Cheyenne Rosenthal und Jessica Degenhardt gemeinsam nicht über die Plätze 13 (Einzelrennen) und 14 (Sprint) hinauskamen.
Die Saison 2024/25 wurde dominiert vom österreichischen Doppel Selina Egle und Lara Kipp. Sowohl bei den Weltmeisterschaften in Whistler als auch im Gesamtweltcup stand für das Doppel Degenhardt/Rosenthal ein zweiter Platz zu Buche.
Degenhardt absolviert seit 2021 eine Ausbildung bei der Bundespolizei.

## Erfolge

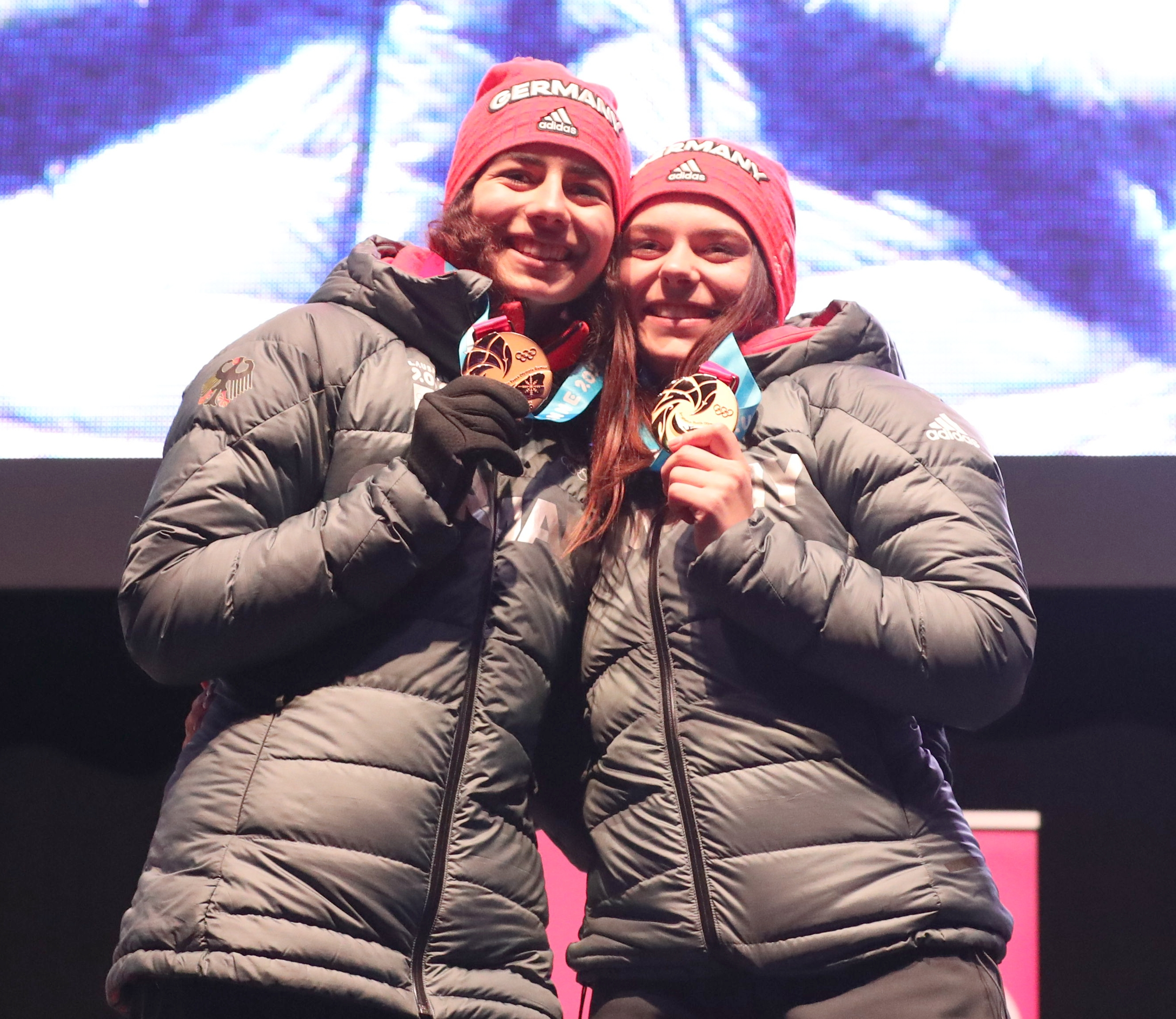
Jessica Degenhardt und Vanessa Schneider bei der olympischen Medaillenzeremonie in St. Moritz

### Olympische Jugendspiele
- 2020 St. Moritz: Gold Doppel und Silber Einzel

### Weltmeisterschaften
- Winterberg 2022: Gold Doppel
- Oberhof 2023: 1. Doppelsitzer Damen, 1. Doppelsitzer Damen Sprint
- Whistler 2025: 2. Doppelsitzer Damen, 3. Mixed Doppelsitzer, 1. Teamstaffel

### Juniorenweltmeisterschaften
- Altenberg 2018: 3. Einzel
- Igls 2019: 3. Einzel

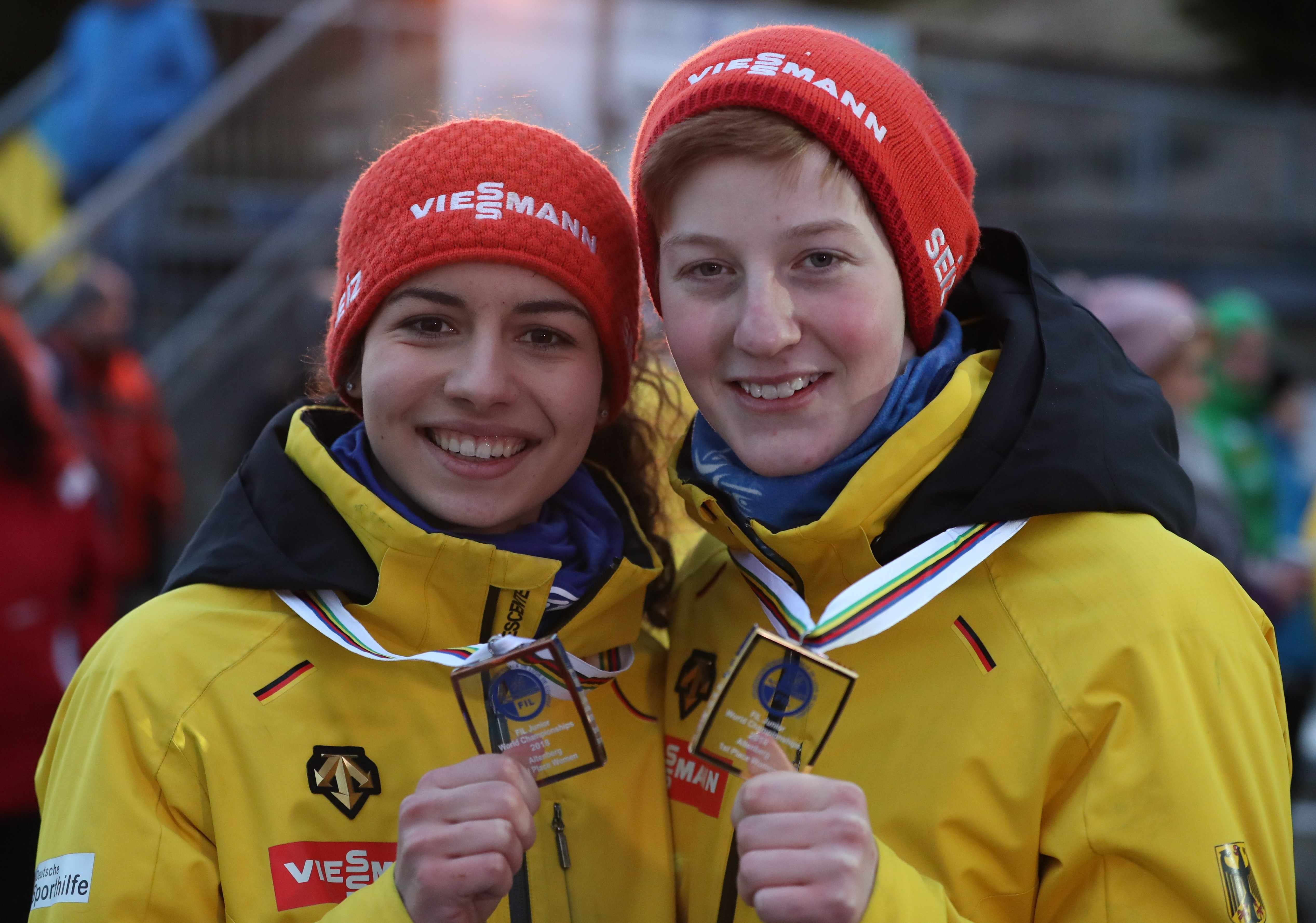
Jessica Degenhardt (links) zusammen mit Jessica Tiebel nach der Siegerehrung der Rennrodel-Juniorenweltmeisterschaften 2018 in Altenberg

- Oberhof 2020: Gold Einzel und Mannschaft
- Winterberg 2022: Gold Einzel und Mannschaft

### Junioreneuropameisterschaften
- Winterberg 2018: 4. Einzel
- St. Moritz 2019: 5. Einzel
- Winterberg 2020: Silbermedaille Einzel

### Weltcupsiege

#### Weltcupsiege im Doppelsitzer

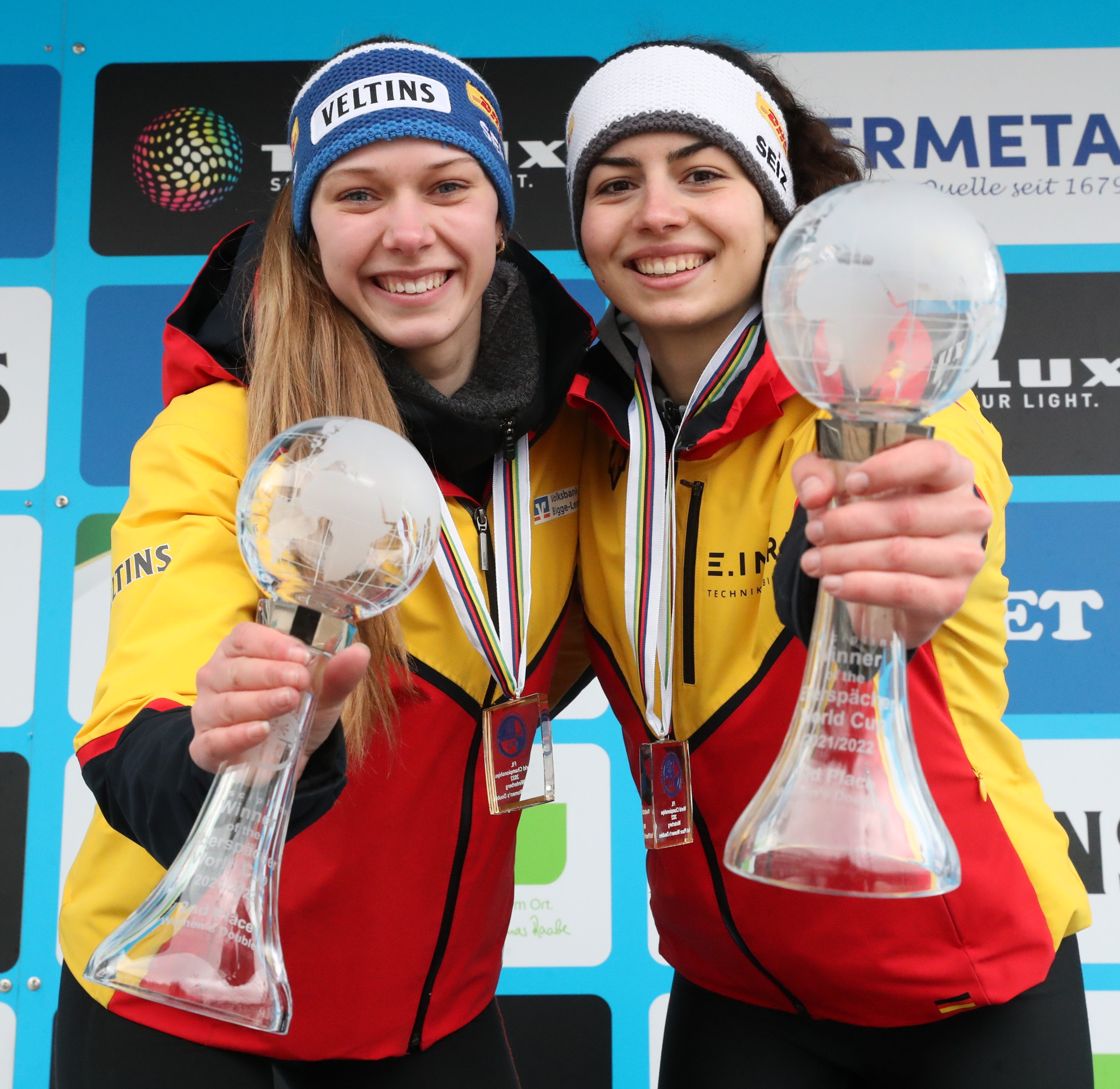
Jessica Degenhardt und Cheyenne Rosenthal mit den Goldmedaillen der Rennrodel-Weltmeisterschaft 2022 und der silbernen Glaskugel für den Rennrodel-Weltcup 2021/22

| Nr. | Datum         | Ort            | Bahn                                |
| --- | ------------- | -------------- | ----------------------------------- |
| 1.  | 2. Dez. 2021  | La Plagne      | Piste de La Plagne                  |
| 2.  | 3. Dez. 2021  | La Plagne      | Piste de la Plagne                  |
| 3.  | 17. Dez. 2021 | Oberhof        | Rennrodelbahn Oberhof               |
| 4.  | 18. Dez. 2021 | Oberhof        | Rennrodelbahn Oberhof               |
| 5.  | 11. Feb. 2023 | Winterberg     | Bobbahn Winterberg                  |
| 6.  | 18. Feb. 2023 | St. Moritz     | Olympia Bob Run St. Moritz–Celerina |
| 7.  | 15. Dez. 2023 | Whistler       | Whistler Sliding Centre             |
| 8.  | 6. Jan. 2024  | Winterberg     | Bobbahn Winterberg                  |
| 9.  | 13. Jan. 2024 | Innsbruck-Igls | Olympia Eiskanal Igls               |
| 10. | 10. Feb. 2024 | Oberhof        | Rennrodelbahn Oberhof               |
| 11. | 24. Feb. 2024 | Sigulda        | Rennrodel- und Bobbahn Sigulda      |
| 12. | 2. März 2024  | Sigulda        | Rennrodel- und Bobbahn Sigulda      |
| 13. | 15. Feb. 2025 | Pyeongchang    | Olympic Sliding Centre              |

#### Weltcupsiege in der Teamstaffel
| Nr. | Datum         | Ort        | Bahn                           |
| --- | ------------- | ---------- | ------------------------------ |
| 1.  | 16. Dez. 2023 | Whistler   | Whistler Sliding Centre        |
| 2.  | 7. Jan. 2024  | Winterberg | Bobbahn Winterberg             |
| 3.  | 11. Feb. 2024 | Oberhof    | Rennrodelbahn Oberhof          |
| 4.  | 3. März 2024  | Sigulda    | Rennrodel- und Bobbahn Sigulda |
| 5.  | 5. Jan. 2025  | Sigulda    | Rennrodel- und Bobbahn Sigulda |